# Шена (певица)
Шена Александровна Шульгина (урождённая — Анна; род. 21 июня 1993, Москва), более известная как SHENA?, — российская актриса театра и кино, а также автор-исполнитель, певица, продюсер и телеведущая. Действующий руководитель музыкальных проектов во «ВКонтакте» (международное название — VK), начиная с 01 апреля 2025 года.

## Биография

### Ранние годы
Родилась в Москве 21 июня 1993 года в семье музыкантов: народной артистки России, певицы  Валерии и продюсера Александра Шульгина. Младшие братья — Артемий и Арсений Шульгины.
В 2009 году окончила московскую центральную школу с углублённым изучением отдельных предметов. В этом же году поступила в театральный институт имени Бориса Щукина. В 2013 году получила дипломы «Драматическая актриса театра и кино» и «Артист эстрады (художественное чтение)». С 2013 года начала увлекаться написанием стихов.
В 2013 году была ведущей программы «Наш выход!» на телеканале «Россия-1», а с 2016 год по 2018 год — программы «PRO-Новости» на телеканале «Муз-ТВ». В 2015 году приняла участие в третьем сезоне музыкального шоу перевоплощений «Точь-в-точь» на Первом канале.
С 2022 года работает в компании VK, а именно в музыкальном лейбле VK Records. В начале 2024 года Шена объявила, что приступает к должности старшего музыкального продюсера VK.
В 2023 году приняла участие в образе маски Скунса в четвёртом сезоне шоу «Маска» на НТВ. В восьмом выпуске, вышедшем в эфир 02 апреля 2023 года, маска Скунса была разоблачена.

### Музыкальная карьера
04 сентября 2018 года состоялся релиз дебютного мини-альбом певицы «Тишина нарушена». Лишь после того, как новые песни получили популярность в интернете, певица показала своё лицо 20 сентября, представив публике клип на трек «Живёшь в моей голове». В дебютный альбом входит всего четыре композиции: «Живёшь в моей голове», «У разбитого тебя», «Не любили», «Небо». Осенью 2018 года Шена выпустила клип на песню «Не любили», а в январе 2019 года видео «У разбитого тебя». 04 марта 2019 года Шена выпустила сингл «Анархия» и видеоклип на него. В данной композиции, по словам самой певицы, она затрагивает тему современного мира, отцов и детей, понимание свободы. Весной этого же года Шена выпустила песню «Соната» одновременно с клипом.
24 мая 2019 года вышел второй мини-альбом «8 грех». 11 сентября 2019 года вышла песня «Сигарета». 06 ноября 2019 года Шена выпускает новый сингл «У него другая», сопроводив песню клипом на скандальную тему. 21 февраля 2020 года состоялся релиз сингла «Проводи меня до дома» и видеоряд на него. 24 апреля 2020 года состоялся релиз обновленной версии сингла «Небо 2020». 15 мая 2020 года состоялся релиз сингла «На камеру», а 21 мая 2020 года вышло муд-видео. 19 июня 2020 года вышла песня «Пришелец». 21 августа вышла песня «Не ищи меня», которая за пару дней взошла в чартах iTunes в двадцатку в России, топ-30 на Украине и заняла первое место в Белоруссии. 27 мая 2022 года выходит кавер-песня и клип на песню Дианы Арбениной и Ночных Снайперов «Катастрофически».

## Дискография

### Студийные альбомы
| Название            | Информация | Примечание |
| ------------------- | --- | --- |
| 8 грех              | - Релиз: 24 мая 2019 - Лейбл: Первое музыкальное издательство / StartUp Music - Формат: Цифровая дистрибуция • Стриминг | \| № \| Название \| Длительность \| \| ------------------- \| ---------------------------- \| ------------ \| \| 1. \| «Intro» \| 1:16 \| \| 2. \| «Сирена» \| 3:02 \| \| 3. \| «Душно» \| 2:56 \| \| 4. \| «Алкоголик» \| 3:31 \| \| 5. \| «Дай мне слово» \| 3:34 \| \| 6. \| «Минуты» \| 3:34 \| \| 7. \| «Outro (6 утра)» \| 2:52 \| \| 8. \| «Восьмой грех» (Bonus Track) \| 3:04 \| \| Общая длительность: \| Общая длительность: \| 22:29 \| |
| №                   | Название | Длительность |
| 1.                  | «Intro» | 1:16 |
| 2.                  | «Сирена» | 3:02 |
| 3.                  | «Душно» | 2:56 |
| 4.                  | «Алкоголик» | 3:31 |
| 5.                  | «Дай мне слово» | 3:34 |
| 6.                  | «Минуты» | 3:34 |
| 7.                  | «Outro (6 утра)» | 2:52 |
| 8.                  | «Восьмой грех» (Bonus Track)                                                                                            | 3:04 |
| Общая длительность: | Общая длительность: | 22:29 |

### Мини-альбомы
| Название             | Информация | Примечание |
| -------------------- | --- | --- |
| Тишина нарушена — EP | - Релиз: 4 сентября 2018 - Лейбл: Первое музыкальное издательство / StartUp Music - Формат: Цифровая дистрибуция • Стриминг | \| № \| Название \| Длительность \| \| ------------------- \| ---------------------- \| ------------ \| \| 1. \| «Живёшь в моей голове» \| 4:03 \| \| 2. \| «У разбитого тебя» \| 3:52 \| \| 3. \| «Не любили» \| 3:11 \| \| 4. \| «Небо» \| 4:12 \| \| Общая длительность: \| Общая длительность: \| 14:78 \| |
| №                    | Название | Длительность |
| 1.                   | «Живёшь в моей голове» | 4:03 |
| 2.                   | «У разбитого тебя» | 3:52 |
| 3.                   | «Не любили» | 3:11 |
| 4.                   | «Небо» | 4:12 |
| Общая длительность:  | Общая длительность: | 14:78 |

Как «Анна Шульгина»
| Название            | Информация                                                                                               | Примечание |
| ------------------- | --- | --- |
| Ножевая — Single    | - Релиз: 14 июня 2015 - Лейбл: Valeriya & Prigozhin Production - Формат: Цифровая дистрибуция • Стриминг | \| № \| Название \| Длительность \| \| ------------------- \| --------------------------------------------- \| ------------ \| \| 1. \| «Ножевая» \| 3:02 \| \| 2. \| «Ножевая» (Roman Bestseller Remix) \| 5:41 \| \| 3. \| «Ножевая» (Roman Bestseller Remix Radio Edit) \| 3:44 \| \| 4. \| «Ножевая» (UnorthodoxX Remix) \| 7:19 \| \| 5. \| «Ножевая» (UnorthodoxX Remix Radio Edit) \| 4:00 \| \| 6. \| «Ножевая» (Acoustic Version) \| 3:29 \| \| Общая длительность: \| Общая длительность: \| 29:64 \| |
| №                   | Название                                                                                                 | Длительность |
| 1.                  | «Ножевая»                                                                                                | 3:02 |
| 2.                  | «Ножевая» (Roman Bestseller Remix)                                                                       | 5:41 |
| 3.                  | «Ножевая» (Roman Bestseller Remix Radio Edit)                                                            | 3:44 |
| 4.                  | «Ножевая» (UnorthodoxX Remix)                                                                            | 7:19 |
| 5.                  | «Ножевая» (UnorthodoxX Remix Radio Edit)                                                                 | 4:00 |
| 6.                  | «Ножевая» (Acoustic Version)                                                                             | 3:29 |
| Общая длительность: | Общая длительность:                                                                                      | 29:64 |

### Синглы
| Год  | Название                            | Альбом                                                  |
| ---- | ----------------------------------- | ------------------------------------------------------- |
| 2018 | «Живёшь в моей голове»              | Тишина нарушена — EP                                    |
| 2018 | «Не любили»                         | Тишина нарушена — EP                                    |
| 2018 | «У разбитого тебя»                  | Тишина нарушена — EP                                    |
| 2019 | «Анархия»                           | без альбома                                             |
| 2019 | «Соната»                            | без альбома                                             |
| 2019 | «Сигарета»                          | без альбома                                             |
| 2019 | «У него другая»                     | без альбома                                             |
| 2020 | «Проводи меня до дома»              | без альбома                                             |
| 2020 | «Небо 2020»                         | без альбома                                             |
| 2020 | «На камеру»                         | TBA                                                     |
| 2020 | «Пришелец»                          | TBA                                                     |
| 2020 | «Не ищи меня»                       | TBA                                                     |
| 2020 | «Обмани»                            | TBA                                                     |
| 2021 | «Оставь на память»                  | TBA                                                     |
| 2021 | «Сломанная кукла»                   | TBA                                                     |
| 2021 | «Отражения» (совм. с Три дня дождя) | Когда ты откроешь глаза (альбом группы «Три дня дождя») |
| 2021 | «Одинокая звезда»                   | TBA                                                     |
| 2022 | «МОТТО»                             | TBA                                                     |
| 2022 | «Катастрофически»                   | TBA                                                     |
| 2022 | «Мотыльки» (совм. с CARAPACEE)      | TBA                                                     |
| 2024 | «Главные слова»                     | TBA                                                     |

Как «Анна Шульгина»
| Год  | Название                                          | Альбом                  |
| ---- | ------------------------------------------------- | ----------------------- |
| 2015 | «Ты моя» (Валерия при уч. Анны Шульгиной)         | Океаны (альбом Валерии) |
| 2015 | «#Дайтешанснамечту» (SLEM при уч. Анны Шульгиной) | без альбома             |
| 2015 | «Ножевая»                                         | Ножевая                 |
| 2015 | «Другая я»                                        | без альбома             |
| 2016 | «Потусить»                                        | без альбома             |
| 2017 | «Мама»                                            | без альбома             |